# قوخار
قوخار قرية سوريّة تتبع إداريّاً لمحافظة حلب منطقة منبج ناحية أبو قلقل، بلغ تعداد سكانها 894 نسمة حسب التعداد السكاني لعام 2004.